# Aglaodina dasys
Aglaodina dasys är en stekelart som först beskrevs av Porter 1967.  Aglaodina dasys ingår i släktet Aglaodina och familjen brokparasitsteklar. Inga underarter finns listade i Catalogue of Life.